# Gaston Essengué
Gaston Essengué (né le 10 octobre 1983 à Yaoundé) est un joueur camerounais de basket-ball. Il est membre de l'équipe nationale camerounaise. Essengué a d'abord fréquenté le Compton College et le Weatherford College au Texas, où il obtient son diplôme en 2005. Il est ensuite transféré à l'université du Nevada à Las Vegas, où il obtient son diplôme en 2007.
Son fils, Noa Essengue, est aussi joueur de basket-ball.